# Die Burg (Naturschutzgebiet)
Die Burg ist ein altes Waldgebiet und ein Naturschutzgebiet auf dem Gebiet der Städte Marl und, zu kleineren Anteilen, Recklinghausen im Kreis Recklinghausen in Nordrhein-Westfalen, das im Jahr 1983 unter der Schlüsselnummer RE-011 unter Naturschutz gestellt wurde Es begleitet in der Hauptsache den Silvertbach und seine Zuflüsse. Im Inneren des Teils links des Silvertbachs liegt die Ringwallanlage Sinsener Wallburg, die als Bodendenkmal ausgewiesen ist.

## Lage
Das gut 146 ha große NSG wird durch die in West-Ost-Richtung passierende Lipperandstraße (L 522), die auch als Zubringer zur A 43 dient, in einen größeren Nordteil (99 ha) und einen kleineren Südteil (47 ha) geteilt. Zusätzlich kommen zum Nordteil nah dem Ballonplatz im Westen 0,26 ha und zum Südteil im Südosten 0,12 ha, die nur durch schmale Fußwege abgetrennt werden.
Der Südteil, der nach Westen genau durch die nach Norden verlaufende A 43 begrenzt wird, hat auch zwei kleine Gebietsanteile von 12,27 und 0,82 ha am Recklinghäuser Nordstadtteil Speckhorn, ansonsten liegt das NSG komplett im Marler Stadtteil Sinsen-Lenkerbeck auf dem Gebiet der früheren Bauerschaften Sinsen, Lenkerbeck, Speckhorn und möglicherweise auch Löntrop. Sinsen nebst Bahnhof liegt im Nordosten, Lenkerbeck im Nordwesten und der Löntroper Osten (Korthausen) mit dem Flugplatz Marl-Loemühle im Südwesten. Der Nordteil wird im südlichen Westen durch die bauerschaftliche Korthauser Heide und weiter im nördlichen Westen durch den Lenkerbecker Wohnstadtteil Nonnenbusch begrenzt, der bis an den Bach tritt; nach Norden stößt er an das Bahnhofsviertel und nach Osten unmittelbar an den Bahnhof Sinsen.

## Lebensraum- und Biotopentypen
Allein 62,41 ha nimmt der Lebensraumtyp Alte bodensaure Eichenwälder auf Sandebenen mit Quercus robur (Stieleiche) ein, 19,82 ha entfallen auf Erlen-Eschen- und Weichholz-Auenwälder und 9,15 ha auf Hainsimsen-Buchenwald. Bei den Biotoptypen liegt der Birken-Eichenmischwald mit 34,06 ha vorne, es kommen diverse Zusammensetzungen mit Eichen, Buchen, Hainbuchen und auch Kiefern vor. Die Auenwälder verteilen sich in etwa gleichmäßig auf bachbegleitenden Eschenwald (10,23 ha) und bachbegleitenden Erlenwald (9,59 ha).

## Bachläufe
IM NSG münden nacheinander (von Südost nach Nordwest):
- der von Haus Haard am Rand der Haard kommende Gerrnegraben von rechts
- der vom früheren Haus Niering in Speckhorn kommende Nieringbach von rechts in den aus Richtung Bockholt (Westen des Stadtteils Speckhorn/Bockholt) kommenden Grenzgraben und dieser von links in den Silvertbach
- der aus Korthausen kommende Korthäuser Graben von links

## Geschichte
Der Wald ist bereits auf sehr alten Karten in etwa in seiner jetzigen Ausdehnung eingezeichnet. Die Kreiskarte von 1845 bezeichnet ihn mit Borg, der Silvertbach wurde damals bzw. bis in die 1950er Großer Bach genannt. Seit der Preußischen Neuaufnahme von 1894 auf den Messtischblättern mit Burg, spätestens seit 1921 dann mit Die Burg deklariert.

## Benachbarte Naturschutzgebiete
Nach Osten bis Südwesten schließen sich unmittelbar bachlaufbegleitende Naturschutzgebiete an, nämlich das inzwischen 72,4 ha große Naturschutzgebiet Silvertbach nach Südosten, das 12,4 ha große NSG Burggraben nach Süden und das 9,4 ha große NSG Grenzgraben nach Südwesten, das durch die Autobahn abgetrennt wird. Gut 2 km westlich liegt das 60,5 ha große Naturschutzgebiet Loemühlenbachtal des Loemühlenbachs, der deutlich nordwestlich in den Silvertbach mündet. Nach Nordwesten passiert der Silvertbach in der Folge nur noch Wohn- und Industriestadtteile und berührt kein Naturschutzgebiet mehr.